# ヨムスボルグ

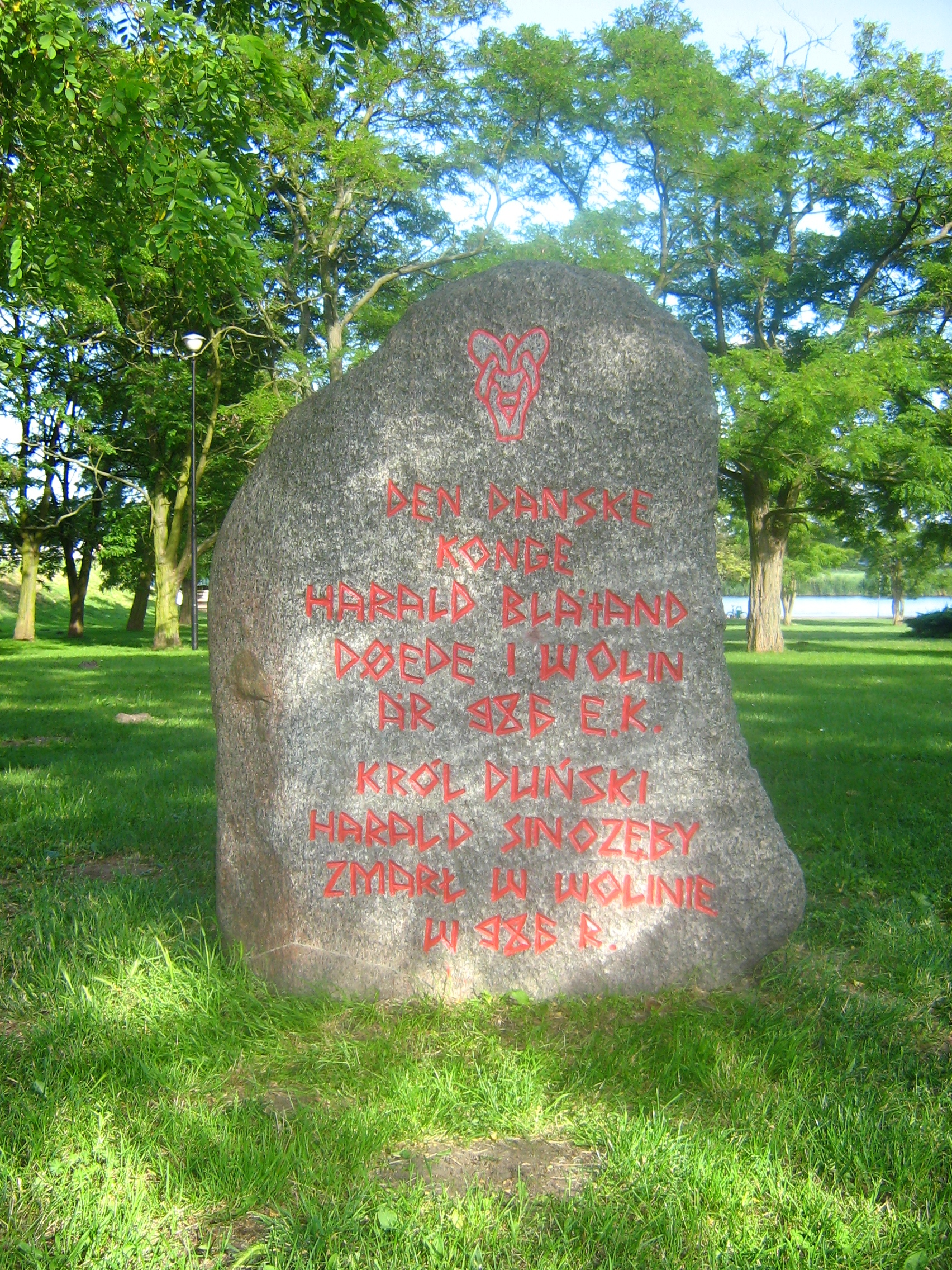
ヨムスボルグ所在地の最有力候補のヴォリンにある石碑。デンマーク語とポーランド語のルーン文字表記で、986年にここでハーラル1世が没した事が刻んである。

ヨムスボルグ (Jomsborg) は、960年～1043年の間にバルト海南岸(中世のヴェンド、近代のポメラニア)に存在したと伝えられる、半ば伝説上のヴァイキングの要塞。
ヨムスヴァイキングの本拠地であった。
ヨムスボルグの正確な位置は未だに不明だが、オーデル川河口の島と言われる事が多い。

## 位置
ポーランド北西のヴォリン島の南東端のヴォリン町の北のSilberberg丘に有ったと考えられる事が多い。
中世初期のヴォリン周辺には多民族市場(Jumne又はJulin)が有った。
ノルディック・サガではほぼ常に「Jómsborg」と書かれる一方、ドイツの歴史書では「Jumne」や「Julin」とそこから派生した名前で呼ばれている。
1931年～1932年、ポメラニアの歴史家のAdolf Hofmeisterは、「異なる歴史書で異なる呼び方をされるこれらの地名は、現在のヴォリン周辺の同じ場所を指している」と述べたが、この意見は世間には全く受け入れられなかった。
歴史家のSteven Fanningは、「デンマークのヴァイキング式環状要塞はヨムスボルグと同じ形式なので、ヴォリンのそれも同じと考えられる。しかし、それらが発見出来ないため、ヨムスボルグは文学上の存在なのではないか?」と述べた。
ウラディスワウ・フィリポウィークは、「10世紀末のヴォリンには、武装したヴァイキングの集団が居た複数の証拠が存在する。彼らはポーランド王のボレスワフ1世の傭兵だった。」と述べた。
他にはウーゼドム島北西部に有ったという説や、既に沈んだ陸地に有ったという説もある。
ウーゼドム島とリューゲン島の間にはかつて細長い陸地が有ったが、14世紀前半の高潮で大部分が水没した。
ルーデン島やグライフスヴァルター島、ペーネミュンデ砂州も候補に挙がっている。
ヴァイキング時代の宝石がこれらの場所で発見されたが、考古学的評価はまだ確定していない。

## 要塞
クニトリング・サガやファグルスキンナによると、ヨムスボルグは960年代にデンマーク王のハーラル1世が建設したとされる。
ヨムスヴァイキンガ・サガでは、デンマーク・ヴァイキングのパルナトケを創設者としている。
中世の記録では、ヨムスボルグは要塞に港が付いていたとされる。
港は砲台の石塔から一望出来、港の入口は鉄の扉で閉じられた。
最古の記録では港には3隻しか入れなかったが、後には360隻まで拡張された。
ヘイムスクリングラによると、ヨムスボルグは1043年にデンマーク=ノルウェー王のマグヌス1世に破壊された。
要塞は焼け落ち、住民の多くが殺害された
。

## ヨムスヴァイキング
ヨムスヴァイキングは、法典と指導者にのみ忠実な精鋭部隊である。
ヨムスボルグの領主は、シグヴァルディ伯爵(デンマーク領スコーネ地方のストルド・ハラルド王の息子)だった
シグヴァルディは1010年より前に亡くなった。
1009年、ヨムスヴァイキングの多くがシグヴァルディの兄弟のヘリングとのっぽのトルケルと共にイングランドに旅立った。
後に彼らはクヌート1世の常備軍やハスカール(傭兵)になった。

## クルムスン・ディスク

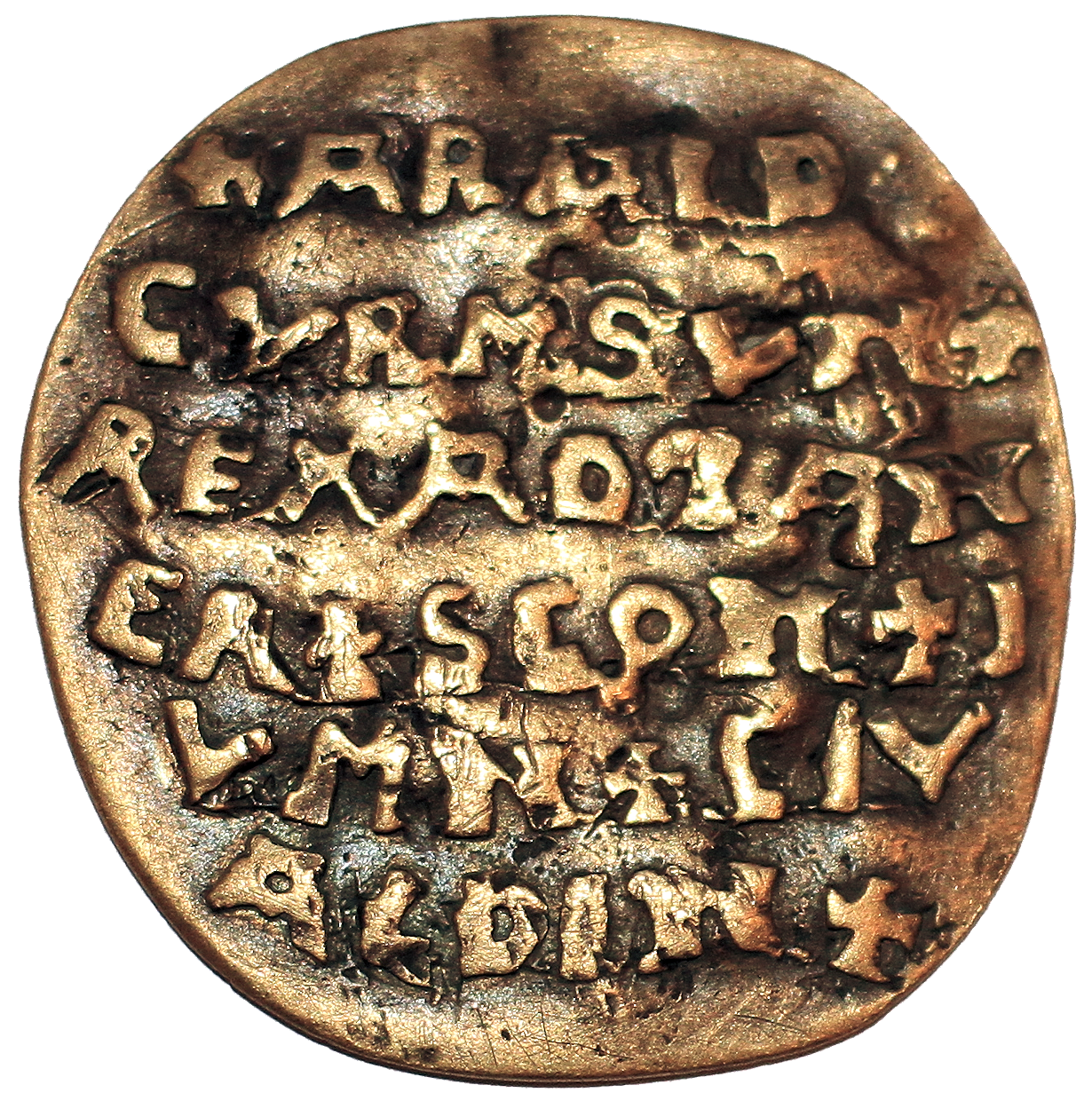
クルムスン・ディスクの表面

2014年秋、ハーラル1世とヨムスボルグの名が刻まれた黄金の円盤が発見された。
発見したのは11歳の女子で、小箱に入っていたものを見つけ、学校に持って行った。
クルムスン・ディスクとも呼ばれるこの円盤は、金の含有量が多く質量は25.23gだった。
表面にはラテン語で「+ARALD CVRMSVN+REX AD TANER+SCON+JVMN+CIV ALDIN+」と書かれており、これは「デンマーク人とスコーネ地方、ヨムスボルグ町、アルディンブルクの王、ハラルド・ゴルムソン」と訳される。
裏面には八角形の凸部に囲まれた十字架と4つの点が描かれている。
これは1840年にヴォリン近郊のビエイコボ村で発見された宝庫の一部と推定される。
2015年6月18日、スウェーデンのルンド大学で円盤に鉄鋼分析を行った。
その結果、合金中の金の含有量が83.3～92.8%と判明した。
Siden Saxo(2015年第4号)でオランダ人編集者のSteffen Harpsøeはこのように述べた。
「円盤は1100年頃にヨムスボルグやビエイコボ周辺の伝道師が装飾物として作った。
その伝道師はハーラル1世を列聖した可能性が有る。
「JVMN CIV ALDIN」を「オルデンブルク管区のヨムスボルグ」と読むとすると、円盤が作られたのは1050年～1125年の間となる。
これは中世高地ドイツ語に「J」の文字が現れるのは1050年以降で、1125年にはヨムスボルグ管区が設置されたためである。
スウェーデン人人類学者のSven Rosbornは、ハーラル1世のヨムスボルグでの死に関係するフランク人僧侶が作ったと主張した。
しかし、殆どの専門家はその時代に同様の遺物が無い事から、贋作であると考えている。

## 歴史上の出来事
- 980年代後半、ヨムスヴァイキングの強いステュルビョルン（英語版）はスウェーデンの王位をエリク6世から奪おうとしたが、古ウプサラ近郊のフューリス河原（英語版）で敗れた[12]。
- 985年～986年、ハーラル1世はヨムスボルグで亡くなった[20]。
- 990年、スヴェン1世とヨムスヴァイキングはノルウェーのハーコン・シグルザルソン伯爵の殺害を目指したが、ヒョルンガヴァグルの戦い（英語版）で敗れた[12]。
- 999年～1000年、オーラヴ1世とヨムスヴァイキングはスボルデルの戦いに参戦した[12]。

## ヨムスボルグを舞台にした作品
- ヴィンランド・サガ：2005年から連載されている幸村誠の漫画。

## 関連書籍
- Eddison,  E. R. (2011) Styrbiorn the Strong (University of Minnesota Press) ISBN 978-0816677559
- Halldórsson, Ólafur (2000) Danish Kings and the Jomsvikings in the Greatest Saga of Óláfr Tryggvason (Viking Society for Northern Research) ISBN 978-0-903521-47-5
- Lee M. Hollander(1989)  The Saga of the Jomsvikings (University of Texas Press) ISBN 978-0-292776-23-4
- Jones, Gwyn(2001)  A History of the Vikings (2d ed.) (Oxford University Press) ISBN 978-0-192801-34-0
- Kunkel, Otto.; Karl A. Wilde (1941)  Jumne, Vineta, Jomsburg, Julin, Wollin  (Stettin: Landesmuseum)
- Schmidt, Roderich (2009) Das historische Pommern. Personen, Orte, Ereignisse (Böhlau Verlag) ISBN 978-3-412278-05-2